# Philadelphus tomentosus
Philadelphus tomentosus là một loài thực vật có hoa trong họ Tú cầu. Loài này được Wall. ex G. Don miêu tả khoa học đầu tiên năm 1832.